# Ruta chalepensis
Ruta chalepensis là một loài thực vật có hoa trong họ Cửu lý hương. Loài này được Linnaeus miêu tả khoa học đầu tiên năm 1767. Nó là loài bản địa của đại lục Á-Âu và Bắc Phi ven Địa Trung Hải nhưng ngày nay có thể tìm thấy ở những nơi khác như một loài du nhập. Nó là loài cây bụi nhỏ sống lâu năm, mọc cao tới 80 cm, nặng mùi. Lá kép, mỗi lá chia ra thành 2-3 đoạn hình lông chim, mỗi đoạn lại chia ra thành 2-3 lá chét nhỏ hơn màu xanh xám, hình mũi mác thuôn dài hay hình trứng, rộng tới 6 mm. Cụm hoa màu vàng tươi không lông, tràng hoa với 4-5 cánh hoa hình xẻng thuôn dài, có lông mịn, rìa cánh hoa cuộn lại và xẻ tua. Quả nang hình cầu, đường kính 6–9 mm. Loài này mọc trong các khu vực đá vôi, khe đá và vách đá, ở độ cao từ 2 tới 300 m. Nó phát triển tốt ở những nơi nhiều nắng, khô, không ưa ẩm ướt trong mùa đông.
Người ta tìm thấy khoảng 23 hợp chất trong tinh dầu chiết từ các phần mọc trên mặt đất của Ruta chalepensis. Hợp chất chính là methyl nonyl ketone (CH3CO(CH2)8CH3) chiếm khoảng 78%
Loài này được sử dụng như một loại thảo dược để chữa trị một số bệnh, như sốt hay viêm nhiễm.
Một nghiên cứu gần đây cho thấy dịch chiết rượu của Ruta chalepensis có tiềm năng như một chất ngăn cản ăn mòn axit thân thiện môi trường đối với thép 

## Tại Việt Nam
Trước đây, theo tác giả Phạm Hoàng Hộ thì Ruta chalepensis là loài duy nhất thuộc chi Ruta được trồng ở một số nơi tại Việt Nam, nó được gọi là cửu lý hương. Lưu ý rằng trong tiếng Việt, 'cửu lý hương' còn được dùng để chỉ loài Nguyệt quới (Murraya paniculata) thuộc cùng họ.

## Hình ảnh

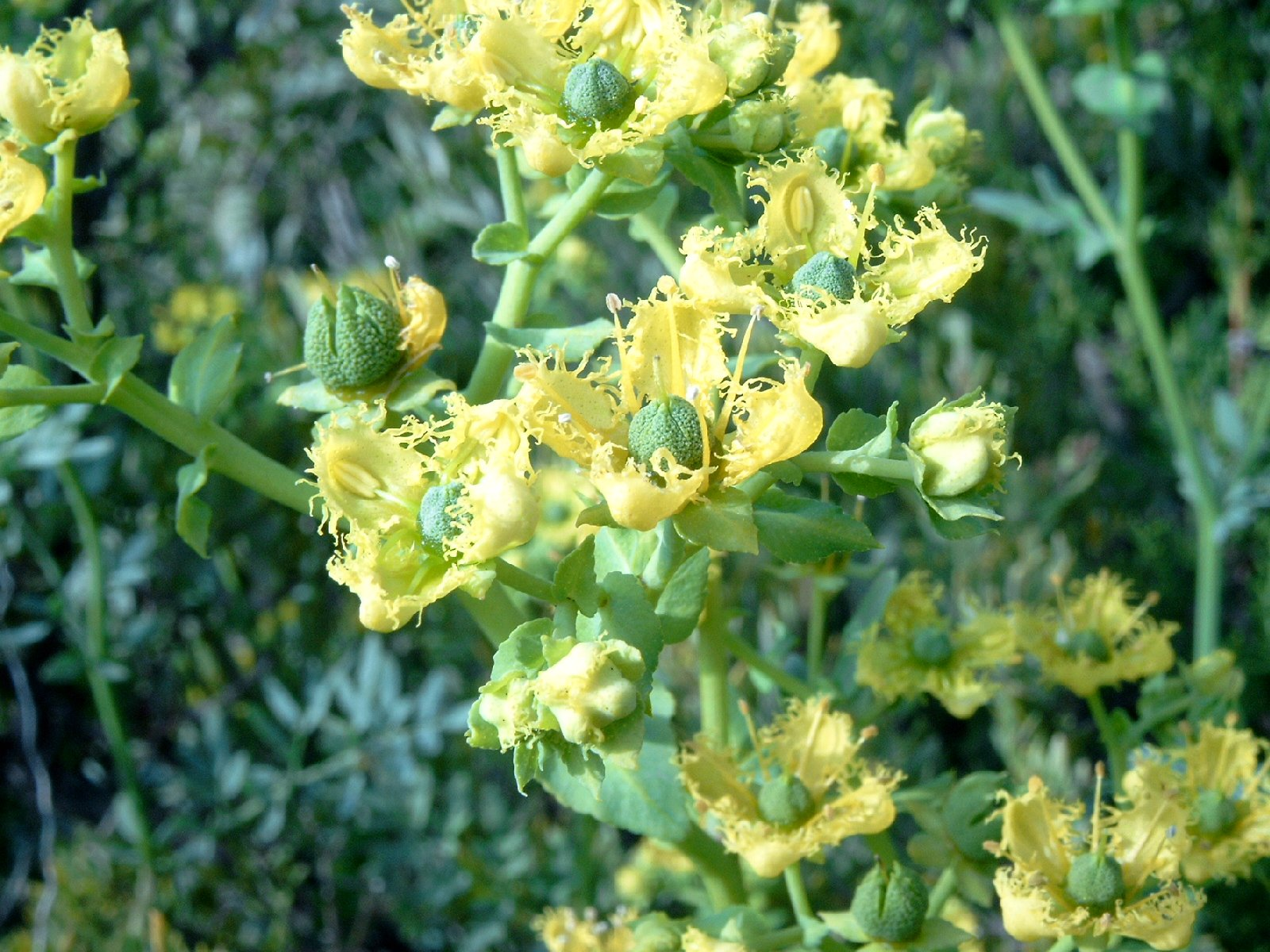
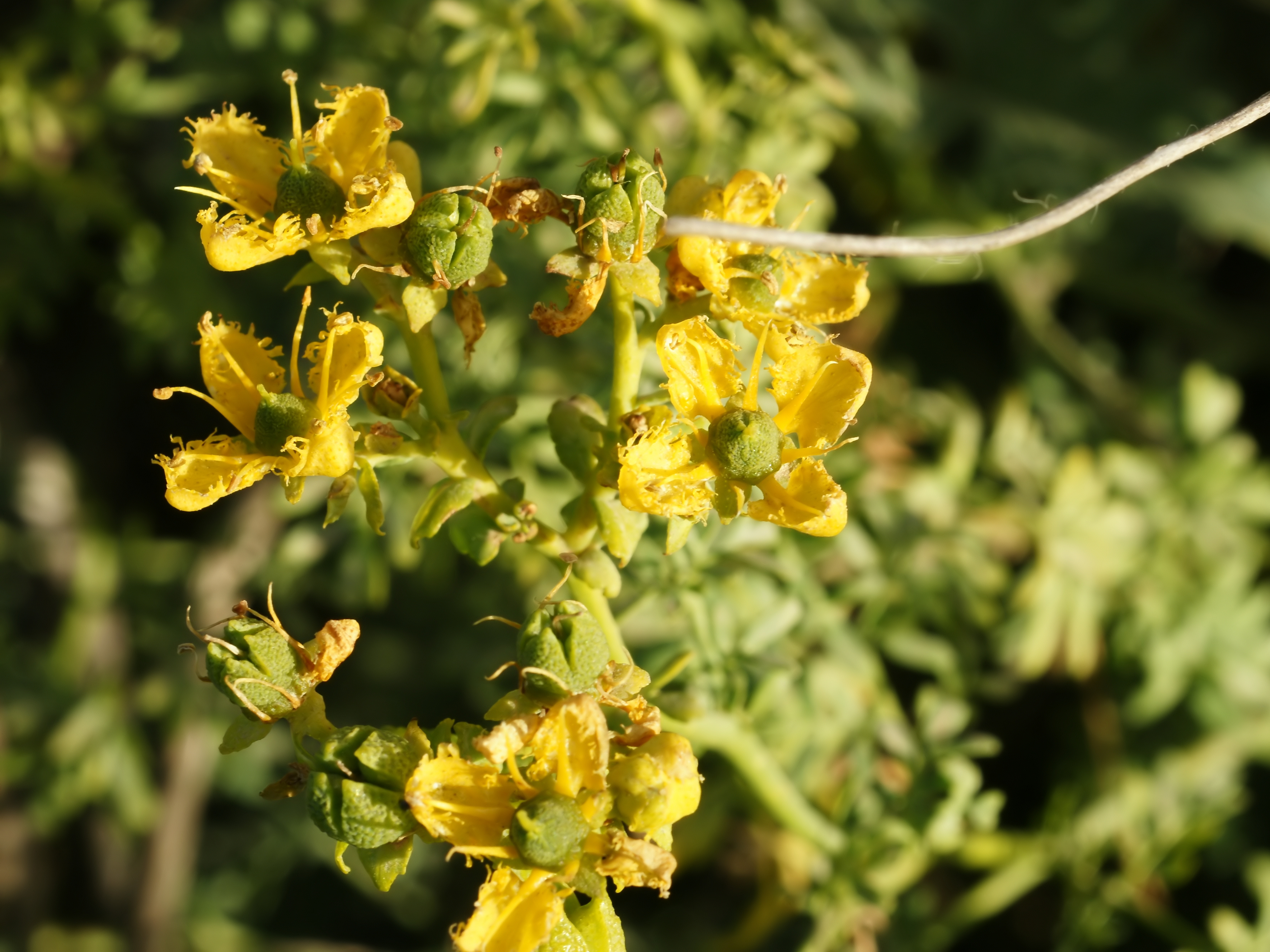
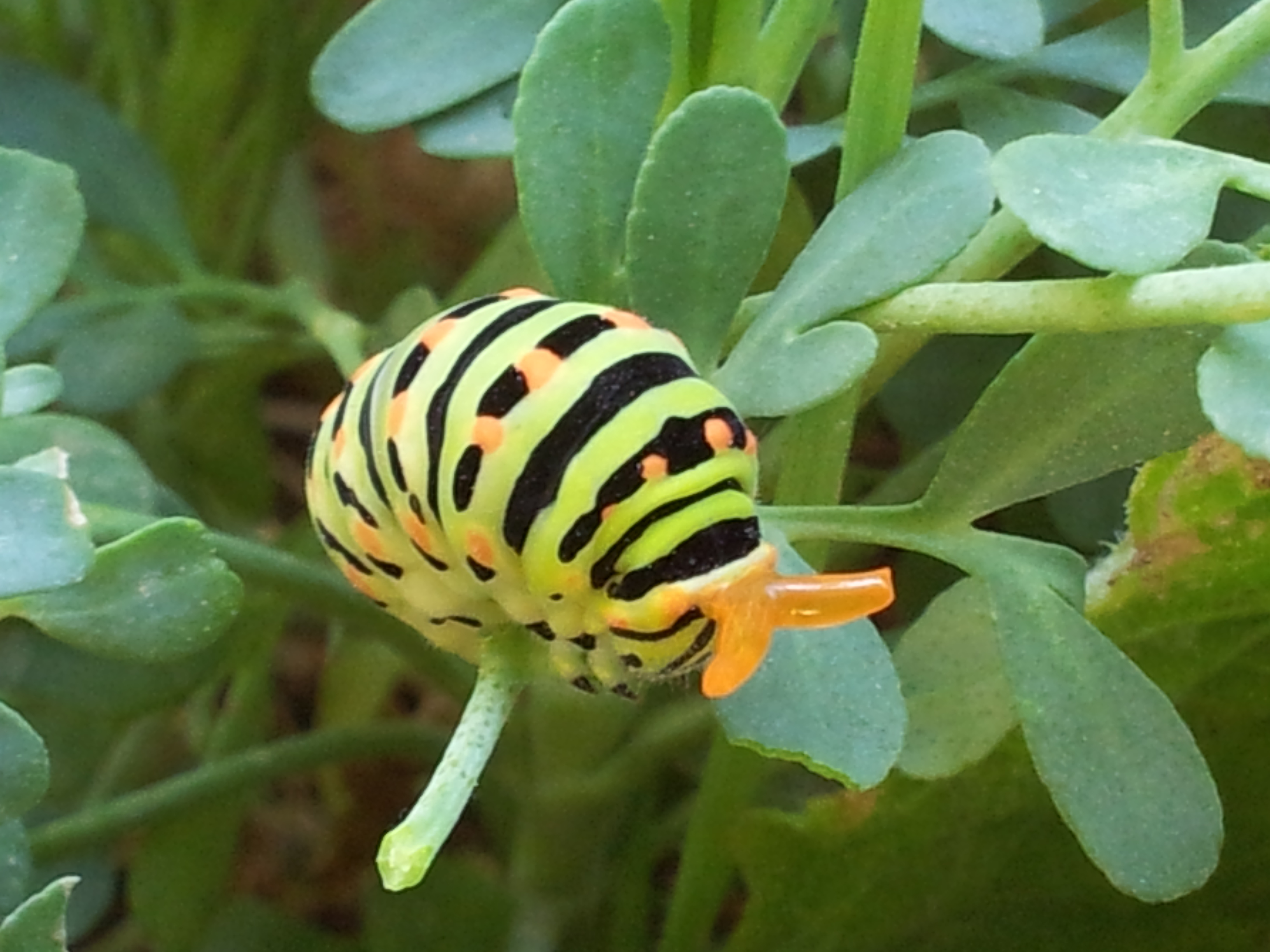
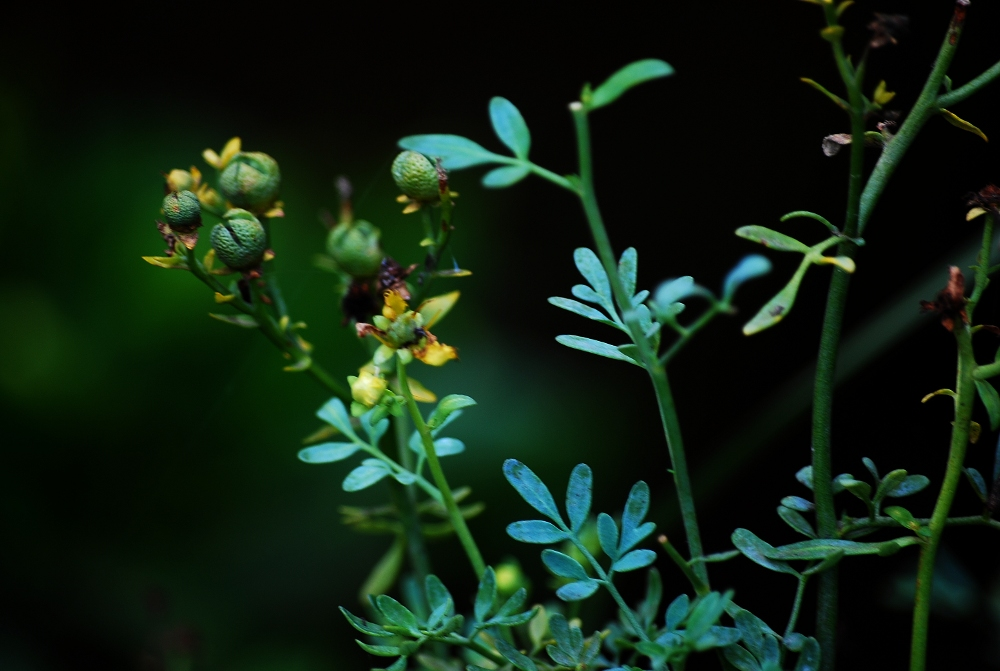
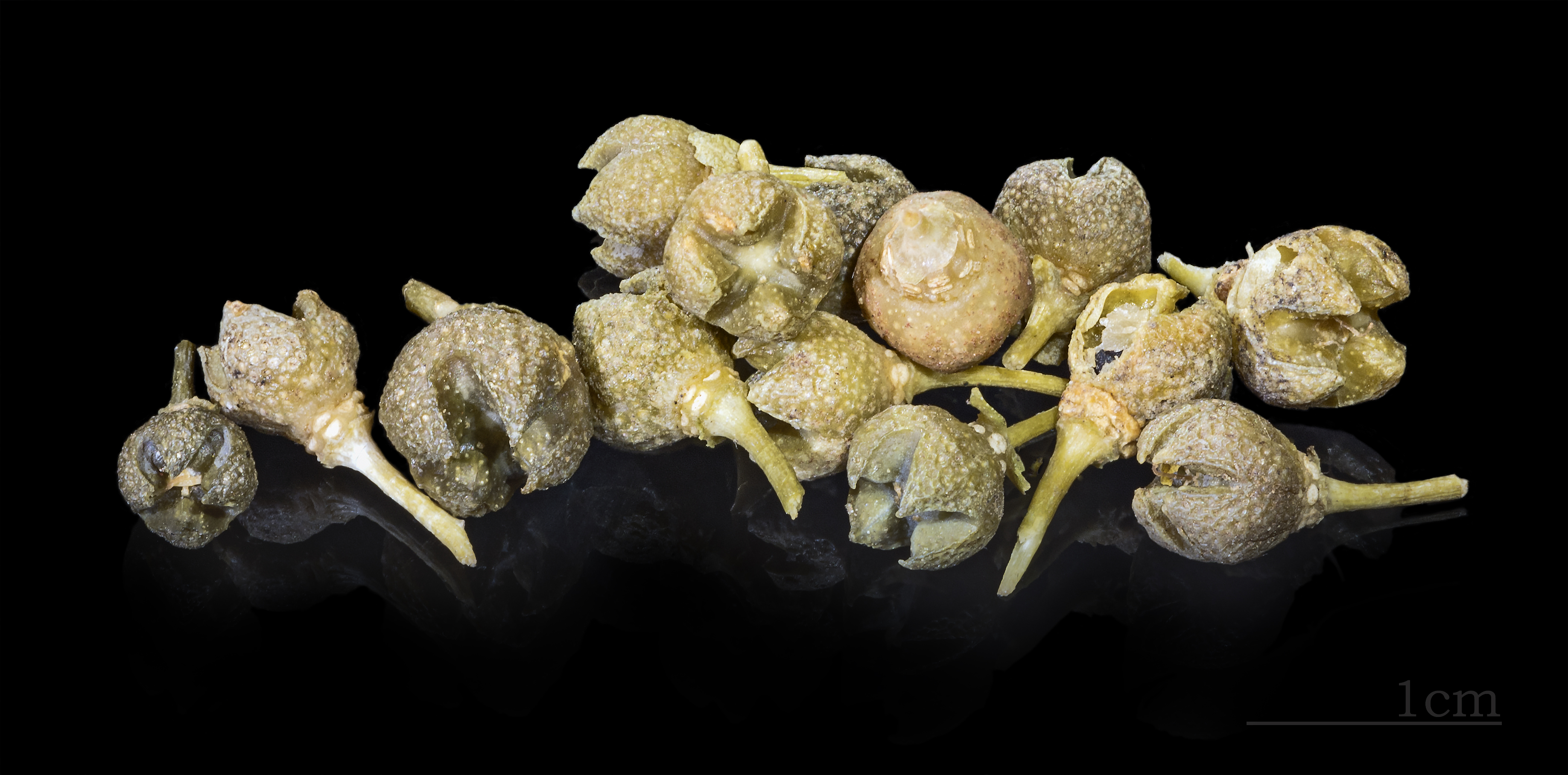
Trái cây sấy.